# Harte (plaats)
Harte is een plaats in de Deense regio Zuid-Denemarken, gemeente Kolding. De plaats telt 314 inwoners (2008). Harte wordt omsloten door de snelwegen E20 en E45 die elkaar direct ten noordoosten van het dorp kruisen. 